# Calendulauda sabota
La alondra sabota (Calendulauda sabota) es una especie de ave passeriforme perteneciente a la familia Alaudidae propia del África austral.

## Distribución
M. sabota tiene una amplia distribución que abarca los países de Angola, Botsuana, Mozambique, Namibia, Sudáfrica, Suazilandia y Zimbabue. Su extensión global de incidencia se estima en alrededor de 2.300.000 km².

## Hábitat
Su hábitat natural son las sabanas seca y húmeda y los matorrales tropicales o subtropicales.

## Nota taxonómica
La alondra de Bradfield (calendulauda naevia), inicialmente se creía que era una especie distinta, pero ahora se considera como una subespecie de la C. sabota. Tiene un pico mayor que la C. sabota, y es endémica de Namibia.